# Iberis umbellata

## Descripción
El carraspique blanco, carraspique morado, pinito de flor o zarapico (Iberis umbellata) es una especie oriunda de la región mediterránea. Esta planta anual arbustiva y erguida presenta hojas lanceoladas verde medio. A finales de primavera y en verano aparecen cabezuelas bastante aplandas de pequeñas flores malva, lila, rosa, púrpura, carmín o blancas. Alcanza una altura de 15-30 cm y una extensión de 20 cm. Resiste a las heladas y es buena para flor cortada.